# Ali Ajubovič Gučigov
Ali Ajubovič Gučigov (in russo Али́ Аю́бович Гучи́гов? in ceceno Гуьчг Аюбан ВоI Iали; Urus-Martan, 1914 – 29 settembre 1957) è stato un militare e politico sovietico di etnia cecena.
Fu uno dei primi ceceni a ricevere l'Ordine del distintivo d'onore.  Membro del Soviet Supremo dell'Unione Sovietica dalla sua istituzione.
Dopo aver partecipato alla guerra d'inverno prese parte ai combattimenti presso Brjansk e Kaliningrad.

## Collegamenti esterni

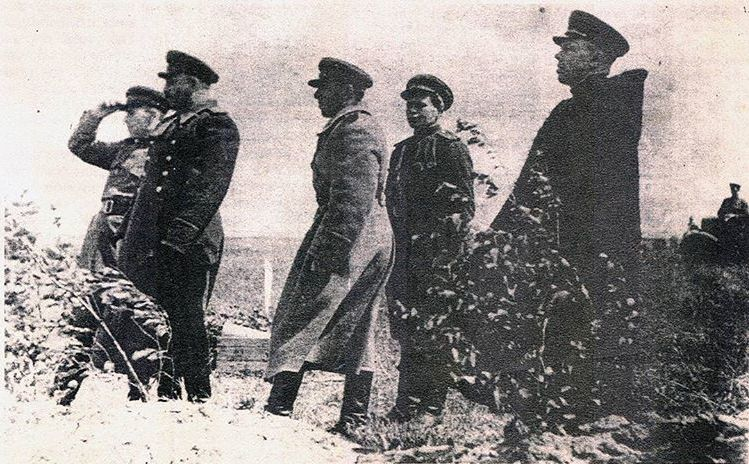
Insieme a Bagramjan nel 1943